# Evelyn Baldwin
Evelyn Briggs Baldwin, né à Springfield (Missouri) le 22 juillet 1862 et mort à Washington le 25 octobre 1933, est un météorologue et explorateur américain.

## Biographie
Fils d'un enseignement, Evelyn Baldwin fait des études à Naperville (Illinois) et obtient une maîtrise de sciences en 1885. En 1886, il voyage en Europe et dans l'Ouest américain à vélo et finance ses voyages en en publiant mensuellement le récit. Il est ainsi suivi par 2000 abonnés. En 1887, il devient directeur d'écoles dans le Missouri puis au Kansas. En 1891, il est contacté pour travailler au Service météorologique fédéral des États-Unis (1891-1893).
En 1893-1894, il participe comme météorologue avec Robert Peary à une expédition dans le nord du Groenland et à la suite de la parution du récit de ce voyage, se brouille avec lui.
En 1896, il demande à faire partie de l'expédition de Salomon August Andrée mais n'est pas retenu. Pendant l'été 1897, il fait un voyage au Spitzberg.

En 1898, il participe à l'expédition arctique de Walter Wellman comme second de celui-ci et météorologue dont le but est d'atteindre le Pôle Nord. Le point de départ choisi est l'archipel François-Joseph. Ils établissent alors le camp de base au Cap Tegethoff sur l'île Hall. 

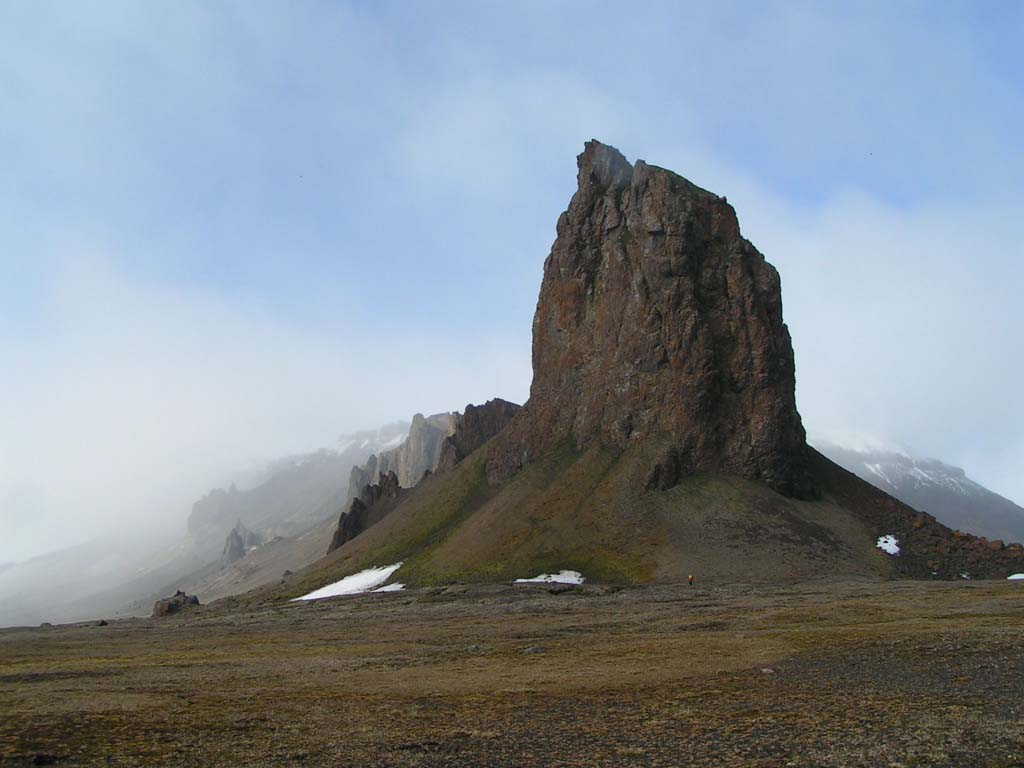
Le Cap Tegethoff

 Baldwin est chargé du transport des vivres qu'il installe au Cap Heller en Terre de Wilczek. Il y laisse deux membres norvégiens mais l'un d'eux décédera. Wellman, mécontent, congédie alors Baldwin. Il donnera le nom d'île Graham Bell à l'île découverte par celui-ci.

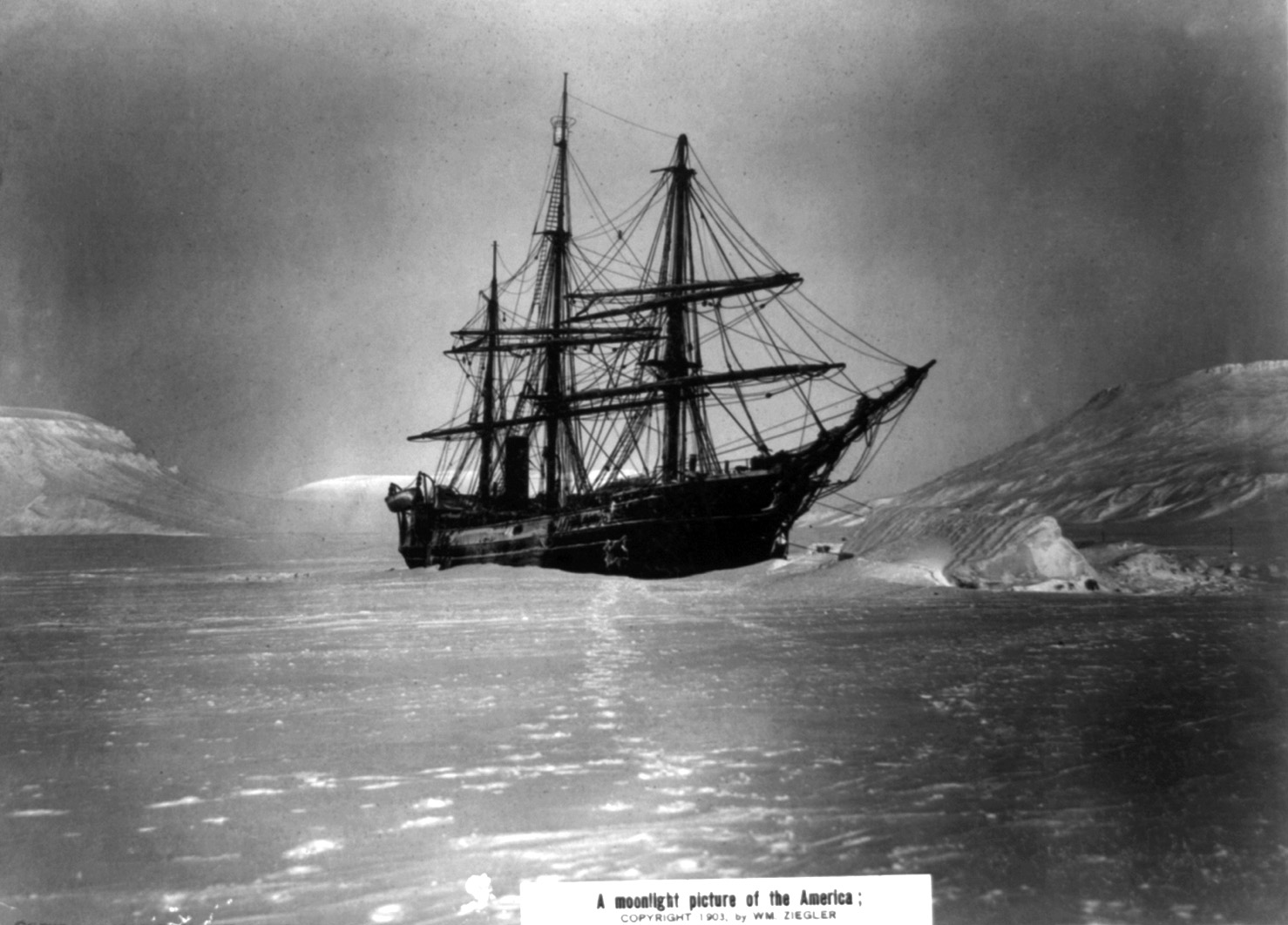
LAmerica

L'île Graham Bell, découverte par Baldwin en 1898

En 1901, Baldwin est engagé par l'entrepreneur millionnaire William Ziegler qui lui donne le commandement de l'expédition Baldwin-Ziegler qu'il finance, dans l'archipel François-Joseph (1901-1902). En sont aussi membres le photographe Anthony Fiala et le météorologiste Robert Peary. Baldwin établit alors un plan utilisant les chiens de traineaux pour gagner le Pôle Nord en profitant de la dérive des glaces et pour revenir avec le courant. L'équipe est composée de 42 membres et a à sa disposition plus de 400 chiens de traîneaux et 15 poneys ainsi que de deux ballons captifs. Parti de Norvège pendant l'été 1901 sur L'America, le navire ravitaille au Cap Flora sur l'île Northbrook. Malheureusement, les glaces vont s'avérer infranchissables et l'America s'échouera sur l'île Rudolf.
Les hommes hivernent alors sur l'île Alger. Le 14 mai 1902, Baldwin retrouve le camp de Fridtjof Nansen sur l'île Jackson et un message laissé par celui-ci.

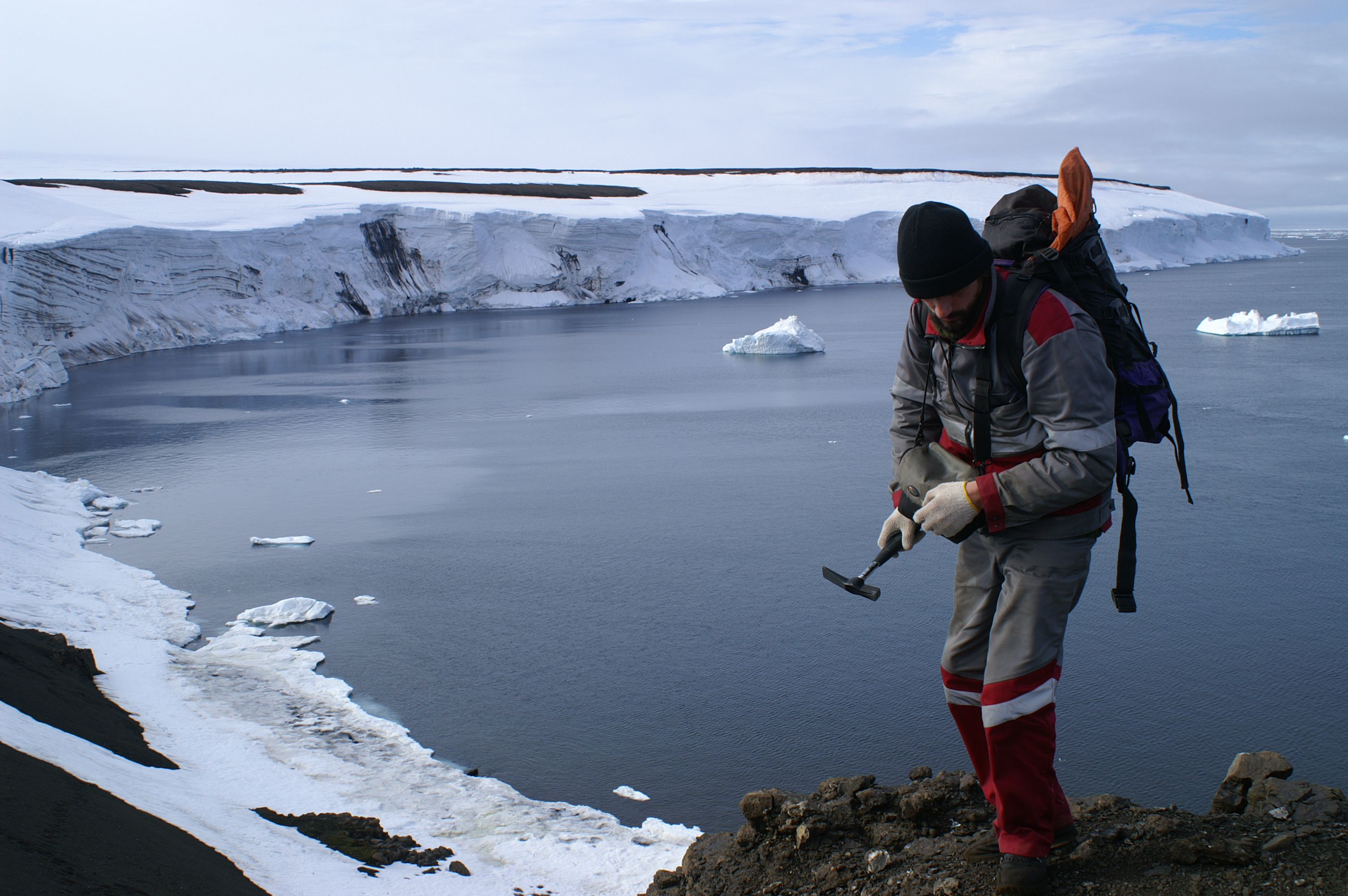
L'île Rudolf.

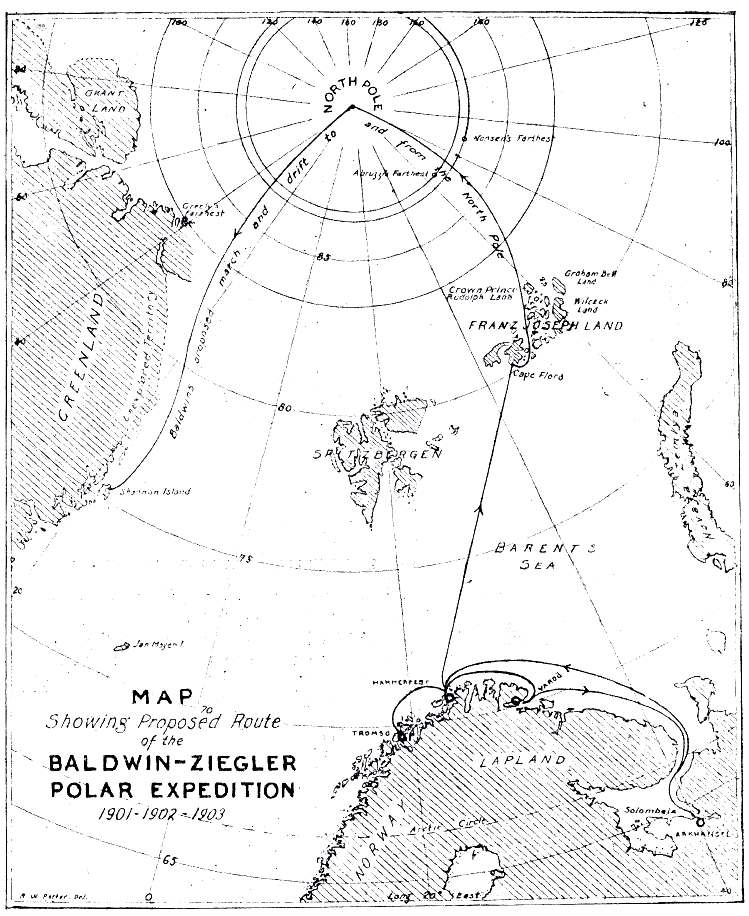
Carte de l'expédition Baldwin-Ziegler.

Le navire remis en état, Baldwin garde le projet de naviguer plus au nord mais remarque que son approvisionnement en charbon est insuffisant pour le voyage de retour. Il envoie alors 422 bouées pour demander une offre supplémentaire de charbon mais aucune ne sera retrouvée. Il se résout alors à rentrer à la mi-juillet. Ziegler déçu préférera renoncer à ses services et confiera à Anthony Fiala sa prochaine expédition.
Baldwin tentera par la suite à plusieurs reprises de trouver des fonds suffisants pour un nouveau voyage. Il fera de nombreuses conférences pour exposer ses plans mais, en vain.
Il meurt le 25 octobre 1933 à Washington, renversé par une voiture. Il est inhumé à Oswego (Kansas).

## Œuvres
- The Search for the North Pole, 1896
- Meteorological Observations of the Scond Wellman Expedition, 1901
- Plan to Drift Across the Arctic Ocean, 1909
- Positive Proof of Dr. Cook's Attainment of the Pole, 1911
- Drifting Across the Pole, 1925